# Sten Lewenhaupt (1882–1969)
Sten Mauritz Carl Lewenhaupt, född 27 februari 1882 i Östra Vingåkers församling, död 7 september 1969, var en svensk greve, diplomat och arkivman.
Lewenhaupt blev 1908 attaché i Utrikesdepartementet, 1909 andre arkivarie där, förste sekreterare 1918 och 1919 förste arkivarie samt chef för chiffreringskansliet. År 1922 blev han legationsråd och 1923 departementets bibliotekarie. Lewenhaupt utgav från 1910 Utrikesdepartementets kalender 1920-1920 och 1924-1946 samt gick i pension 1947.

## Utmärkelser

### Svenska utmärkelser
- Kommendör av andra klassen av Vasaorden, 6 juni 1942.[3]
- Riddare av första klassen av Vasaorden, 1920.[4]
- Riddare av Nordstjärneorden, 1929.[5]

### Utländska utmärkelser
- Kommendör av Belgiska Leopold II:s orden, tidigast 1925 och senast 1931.[6][7]
- Kommendör av Finlands Vita Ros’ orden, tidigast 1942 och senast 1945.[8][9]
- Riddare av Danska Dannebrogorden, senast 1915.[10]
- Innehavare av andra klassen av Finska Frihetskorsets orden, tidigast 1915 och senast 1921.[10][11]
- Innehavare av tredje klassen av Finska Frihetskorsets orden, tidigast 1915 och senast 1921.[10][11]
- Riddare av första klassen av Norska Sankt Olavs orden, tidigast 1915 och senast 1921.[10][11]
- Riddare av tredje klassen av Ryska Sankt Stanislausorden, senast 1915.[10]